# 鴛鴦 (飲料)
鴛鴦（中文又稱：咖啡茶），即是奶茶混合咖啡，是一種源自香港的混合飲品。它結合了咖啡的香醇與奶茶的濃滑，呈現出棕紅色澤，香氣濃郁，口感複雜而層次豐富，帶有苦中回甘的特點，且質地柔滑如絲。
鴛鴦可以熱飲或冷飲，剛沖調好的版本通常不添加糖，方便飲用者根據個人喜好自行調味。這種飲品廣受歡迎，經常出現在香港的大牌檔、茶餐廳、港式快餐店及港式西餐廳中，成為日常生活中不可或缺的一部分。

## 發源
華人地區原來沒有飲用咖啡和奶茶的習慣，兩者都是英國人在19世紀中葉建立殖民地後引入香港，而奶茶在香港進一步發展出獨特的濾網沖調方法成為絲襪奶茶。鴛鴦的起源不可考，有一說法，鴛鴦是由在碼頭工作的苦力發明，因為以前起重機並不普及，所以需要很多搬運工在碼頭從事勞力工作，為貨船裝卸貨物，當小休時，這些搬運工為了解除飢渴、補充體力及提神，便将味苦及帶有刺激性的咖啡混合茶水一起饮用。后来，鸳鸯从草根階層開始向不同社會擴展，而且深得人心，成为香港經典飲品。另有一說法稱鴛鴦起源自香港的大牌檔，成為平民化的關鍵。

## 制作
鴛鴦多由7成奶茶和3成咖啡混和制成，但也並非固定不變。其中奶茶一般使用錫蘭紅茶和淡奶。後來發展出一種叫做「鴦走」的沖調方法，與茶走相似，將淡奶改用為煉奶；因為煉奶含有的糖分比淡奶高，甜味更為明顯，所以鴦走一般不需要再加糖。

## 名稱
鴛鴦原是一種水禽的名稱，其特色是雄性和雌性的外觀有很大分別，雄性顏色艷麗，雌性則毛色灰暗，但雌雄兩性的鴛鴦卻經常一起生活，所以在中國有一雙一對的含意，而鴛鴦飲品是咖啡及奶茶混合，特顯兩者雖然不同，卻能良好地混和一起。

## 文化象徵
鴛鴦被視為香港文化的象徵，用以比喻香港中西文化交融的現象。鴛鴦及港式奶茶均被收錄為香港非物質文化遺產。
香港提供的台风名称“鴛鴦”來源於這款流行飲料。

## 變種
原本的鴛鴦因為由港式奶茶及咖啡混和而成，但咖啡不適合年幼的兒童飲用，所以香港出現了另一種稱為「兒童鴛鴦」的飲料，由於成分不含咖啡因，適合兒童飲用，由阿華田及好立克混合而成，凍飲或熱飲皆宜。

## 外部連接
维基共享资源上的相關多媒體資源：鴛鴦